# Phyxelida sindanoa
Phyxelida sindanoa är en spindelart som beskrevs av Griswold 1990. Phyxelida sindanoa ingår i släktet Phyxelida och familjen Phyxelididae.
Artens utbredningsområde är Kenya. Inga underarter finns listade i Catalogue of Life.